# جاغد ايدج
جاغد ايدج فرقة موسيقية أمريكية تأسست سنة 1995 في مدينة اتلانتا في ولاية جورجيا الأمريكية. تتكون الفرقة من الرباعي برايان كيسي وبراندن كيسي وكايل نورمن وريتشارد وينغو.
تم اكتشاف الفرقة من قبل كاندي بروس إحدى أعضاء فريق اكس سكيب والتي قدمتهم للمنتج جيرمين دوبري في منتصف تسعينيات القرن العشرين والذي انتج لهم أول البوم بمسمى «ا جاغد ايرا» عن طريق شركته سو سو ديف بالتعاون مع تسجيلات كولومبيا.

## وصلات خارجية
- جاغد ايدج على موقع IMDb (الإنجليزية)
- جاغد ايدج على موقع ميوزك برينز (الإنجليزية)
- جاغد ايدج على موقع أول ميوزيك (الإنجليزية)
- جاغد ايدج على موقع ديسكوغز (الإنجليزية)